# Moderní pětiboj na Letních olympijských hrách 2024
Moderní pětiboj na Letních olympijských hrách 2024 v Paříži se konal od 8. do 11. srpna 2024.

## Medailisté
| Kategorie | Zlato                               | Stříbro                           | Bronz                             |
| --------- | ----------------------------------- | --------------------------------- | --------------------------------- |
| Muži      | Ahmad Aldžandí · Egypt (EGY)        | Taišu Sato · Japonsko (JPN)       | Giorgio Malan · Itálie (ITA)      |
| Ženy      | Michelle Gulyásová · Maďarsko (HUN) | Élodie Clouvelová · Francie (FRA) | Song Sung-min · Jižní Korea (KOR) |

## Přehled medailí
| Pořadí | Země        | Zlato | Stříbro | Bronz | Celkově |
| ------ | ----------- | ----- | ------- | ----- | ------- |
| 1.     | Egypt       | 1     | 0       | 0     | 1       |
| 1.     | Maďarsko    | 1     | 0       | 0     | 1       |
| 3.     | Francie     | 0     | 1       | 0     | 1       |
| 3.     | Japonsko    | 0     | 1       | 0     | 1       |
| 5.     | Itálie      | 0     | 0       | 1     | 1       |
| 5.     | Jižní Korea | 0     | 0       | 1     | 1       |
| celkem | celkem      | 2     | 2       | 2     | 6       |